# 林奇 (新罕布什爾州)
林奇（英語：Rindge）是一個位於美國新罕布什爾州切希爾縣的鎮。

## 人口
根據2020年美國人口普查的數據，林奇的面積為103.10平方千米，當中陸地面積為96.10平方千米，而水域面積為7.00平方千米。當地共有人口6476人，而人口密度為每平方千米63人。